# Rüdiger Wenzke
Rüdiger Wenzke (* 5. Juli 1955 in Baruth/Mark) ist ein deutscher Historiker. Er war Leitender Wissenschaftlicher Direktor am Zentrum für Militärgeschichte und Sozialwissenschaften der Bundeswehr.

## Leben
Wenzke absolvierte von 1976 bis 1981 ein Studium der Geschichte an der Universität Leipzig. Danach arbeitete er als wissenschaftlicher Assistent und später Oberassistent am Militärgeschichtlichen Institut der DDR in Potsdam. 1986 wurde er zum Dr. phil. promoviert.
Nach der friedlichen Revolution in der DDR wurde er 1990/91 vom Militärgeschichtlichen Forschungsamt (MGFA) übernommen und arbeitete hier zunächst im Forschungsbereich IV, Militärgeschichte der DDR im Bündnis (des Warschauer Pakts). 2008/09 war er kommissarischer Leiter des Forschungsbereichs. 2013 wurde er Projektleiter Militärgeschichte der DDR im Forschungsbereich Militärgeschichte seit 1945. Seit 2014 ist er Leiter des Forschungsbereiches Militärgeschichte nach 1945 am Zentrum für Militärgeschichte und Sozialwissenschaften der Bundeswehr. Zu seinem Forschungswerk gehören zahlreiche Aufsätze und Monographien zur Militärgeschichte der DDR und des Warschauer Pakts.

## Schriften (Auswahl)
Monografien
- Prager Frühling – Prager Herbst. Zur Intervention der Warschauer-Pakt-Streitkräfte in der ČSSR 1968. Fakten und Zusammenhänge (= Geschichte aktuell). Brandenburgisches Verlagshaus, Berlin 1990, ISBN 3-327-01050-1.
- Die NVA und der Prager Frühling 1968: Die Rolle Ulbrichts und der DDR-Streitkräfte bei der Niederschlagung der tschechoslowakischen Reformbewegung (= Forschungen zur DDR-Geschichte. Bd. 5). Ch. Links, Berlin 1995, ISBN 3-86153-082-1.
- mit Klaus Froh: Die Generale und Admirale der NVA: Ein biographisches Handbuch (= Forschungen zur DDR-Gesellschaft). Hrsg. vom Militärgeschichtlichen Forschungsamt, Ch. Links, Berlin 2000, ISBN 3-86153-438-X. (5. Auflage 2007)[2]
- mit Torsten Diedrich: Die getarnte Armee: Geschichte der Kasernierten Volkspolizei der DDR 1952 bis 1956 (= Militärgeschichte der DDR. Bd. 1). Hrsg. vom Militärgeschichtlichen Forschungsamt, Ch. Links, Berlin 2001, ISBN 3-86153-242-5.
- Zur militärgeschichtlichen Forschung über die Militärakademie ´Friedrich Engels´ der NVA. In: Militärakademie 'Friedrich Engels'. Historisch-kritische Nachbetrachtung zum 50. Jahrestag ihrer Gründung. Koreferat (Beiträge) zum Kolloquium am 10. Januar 2009 im Rathaus Dresden. (Hrsg.) Dresdener Studiengemeinschaft Sicherheitspolitik (DSS) e. V: DSS-Arbeitspapiere, Dresden 2009, Heft 95, S. 35–47. urn:nbn:de:bsz:14-qucosa2-321515
- Ab nach Schwedt! Die Geschichte des DDR-Militärstrafvollzugs. Ch. Links, Berlin 2011, ISBN 978-3-86153-638-3.
- Ulbrichts Soldaten. Die Nationale Volksarmee 1956 bis 1971 (= Militärgeschichte der DDR. Bd. 22). Hrsg. vom Militärgeschichtlichen Forschungsamt, Ch. Links, Berlin 2013, ISBN 978-3-86153-696-3.
- Nationale Volksarmee. Die Geschichte. Bucher, München 2014, ISBN 978-3-7658-2048-9.
- Wo stehen unsere Truppen?: NVA und Bundeswehr in der CSSR-Krise 1968. (= Militärgeschichte der DDR. Bd. 26). Ch. Links, Berlin 2018, ISBN 978-3-96289-026-1.

Herausgeberschaften
- Staatsfeinde in Uniform? Widerständiges Verhalten und politische Verfolgung in der NVA (= Militärgeschichte der DDR. Bd. 9). Im Auftrag des Militärgeschichtlichen Forschungsamtes. Ch. Links, Berlin 2005, ISBN 3-86153-361-8.
- „Damit hatten wir die Initiative verloren“. Zur Rolle der bewaffneten Kräfte in der DDR 1989/90. (= Militärgeschichte der DDR. Bd. 23). Ch. Links, Berlin 2014, ISBN 978-3-86153-809-7.